# Dánská doga
Dánská doga (známá také jako „broholmer“) je starověké dánské plemeno psa, jedno z největších plemen na světě.[zdroj?] I přes svoji velikost má mírumilovnou povahu a s dětmi i ostatními zvířaty vychází lépe než jakýkoliv menší pes.[zdroj?]

## Historie
První zmínky o tomto psím plemeni nalezneme ve Starověkém Řecku na mincích z prvního století.[zdroj?] Na nich je vyobrazena hlava psa, který připomíná dnešní dánskou dogu. V Řecku najdeme tyto psy pod názvem „Apollo“.
Další záznamy o tomto plemeni najdeme až ve středověku v Dánsku, kde se toto plemeno začalo využívat k lovu vysoké zvěře ale i na jiná zvířata. Byli to miláčci mnoha dánských králů.[zdroj?]
Jako plemeno začaly být dogy chovány v 18. století. Zásluhu na tom měl myslivec Shested of Broholm — právě díky tomuto muži se dánské doze říká i broholmer.
Během druhé světové války toto plemeno téměř vyhynulo – dokonce bylo oficiálně za vyhynulé prohlášeno.[zdroj?] Po konci války však začal počet těchto psů rapidně narůstat a to díky hledání posledních jedinců tohoto plemene. Pro chov tohoto plemene existují v Dánsku dodnes velmi přísná pravidla. Majitel tohoto plemene např. nesmí nechat svého psa či fenu vykastrovat (ovšem v České republice je toto povoleno). Oficiálně bylo toto plemeno uznáno až v roce 1982 a to pod názvem broholmer.[zdroj?] V roce 1998 byl v Dánsku zrušen zákaz vývozu psů tohoto plemene, který zde platil. Ovšem vývoz dánské dogy je i v současné době hlídaný státem a smí být vyvezeno maximálně 10 % štěňat.[zdroj?]
Do roku 2014 nebyla v České republice žádná chovatelská stanice tohoto plemene, podobně jsou na tom i sousední země, Slovensko, Rakousko, Polsko, jen v Německu již několik chovných stanic je.

## Vzhled
Je to velmi mohutný a robustní pes s opravdu těžkou kostrou. Obdélníkovitého rámce. Velmi podobná psům typu mastif. Má krátkou ale hustou srst, která ale nekryje dobře a proto je nutné, aby měl pes zateplenou boudu nebo byl v zimě v domě. Většinou má zlatou, pískovou nebo černou barvu. Občasně se vyskytuje i žlutá varianta s černou maskou.
Hlava je mohutná a široká, čumák dlouhý. Je těžká, ale vyvážená. Uši jsou středně dlouhé a nesmí se kupírovat, v Dánsku je za to postih a vysoká pokuta, v České republice se tímto pes vyloučí z chovu a na výstavách nebude hodnocen. Spadají volně podél hlavy. Oči jsou mandlovité, hluboko posazené, většinou ve světle hnědé barvě. Bělmo je vidět. Stop je vyjádřený.
Krk je robustní, ale rovný a dobře osrstěný. Srst na něm nevytváří límec. Hřbet je dlouhý, rovný a široký. Těžký. Hrudník hluboký. Ocas je středně dlouhý, nesený do "šavle", tedy mírně zatočený pod hřbetní linií. U kořene je široký a směrem ke špičce se zužuje. Srst na něm nevytváří prapor. "V akci" může být ocas nesen i nad hřbetní linií.
Nohy jsou dlouhé, osvalené. Nesmí být vytočené. Tlapky skoro kulaté. Drápky jedině černé nebo hodně tmavě hnědé.
Váží až 70 kg a výška v kohoutku se pohybuje od 70 do 75 cm.

## Povaha

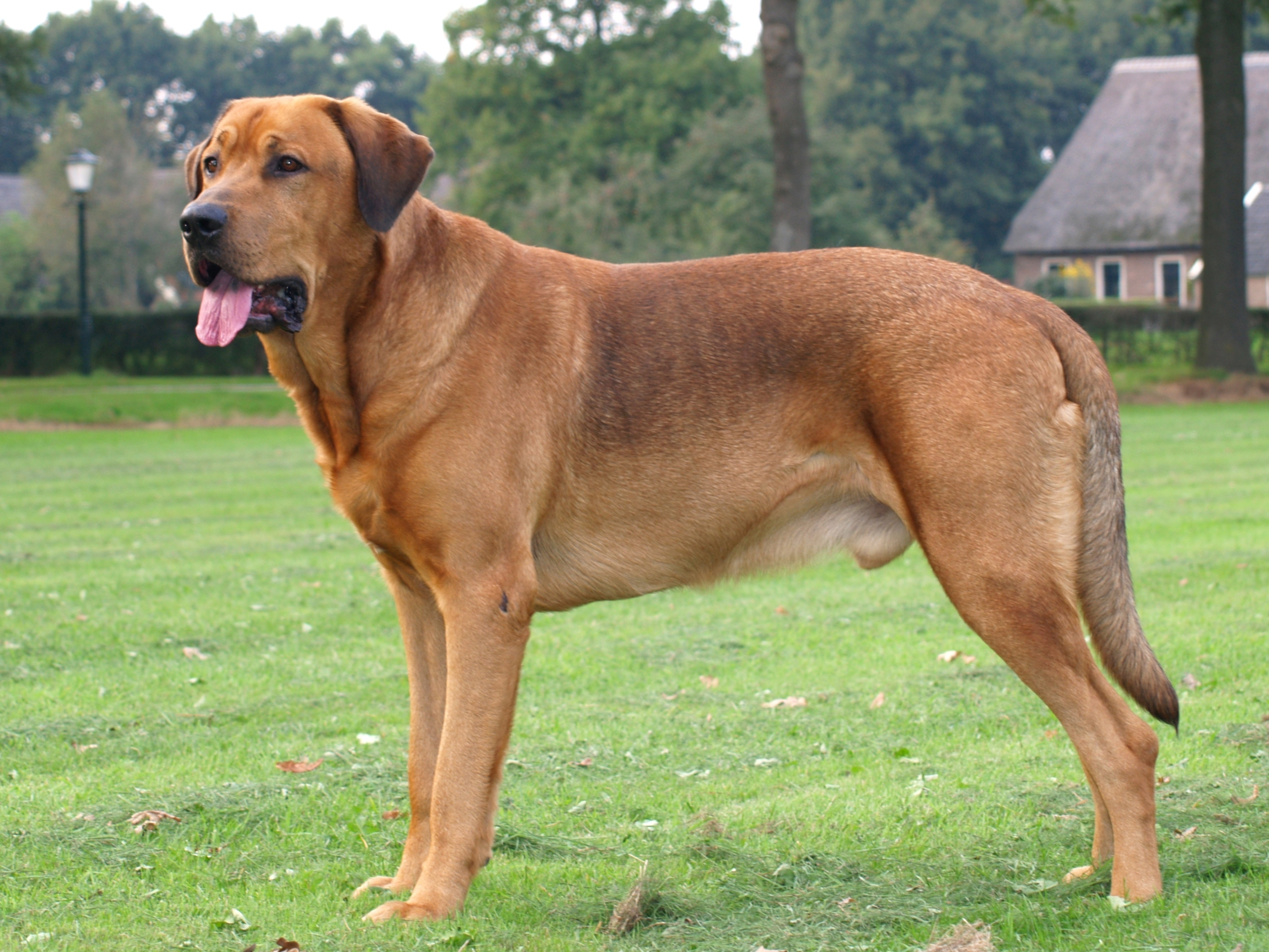
Dánská doga

I přes to, že vypadají hrozivě, jsou dánské dogy přítulné, přátelské a milé. Je vždy klidná a zachovává si svoji neutralitu, avšak, dokázala by svého majitele i jeho vlastnictví bránit do krve. Je temperamentní a sebevědomá, ale ne moc. Také je bystrá a inteligentní a zapamatuje si každý povel, který se v životě naučí.
K dětem má výborný vztah a skvěle s nimi vychází — s těmi mladšími i staršími. Dětské hry jí nevadí a je schopná je strpět a pokud už se jí něco nelíbí, prostě uteče. Má skvělou vlastnost; nikdy totiž neútočí jako první.
S ostatními zvířaty má dobrý vztah; ignoruje je a nevyhledává souboje s nimi, ale těžko strpí dominantní osobnost některých psů. A protože má i velkou sílu, je nutné ji v mládí socializovat, tím předejdete problémům s ostatními zvířaty.
K cizím se chová odtažitě nebo je ignoruje, ale není na ně agresivní. Časem si na ně ale zvykne a tak říkajíc je „přibere do rodiny“.

## Péče
Výcvik i výchova tohoto plemene je naprostou nutností, bez výcviku může být nebezpečná. Výcvik musí být důsledný, stejně jako výchova, ale nemělo by v nich být použito bití, protože to snášejí tito citliví psi špatně. Socializace (seznámení psa s jinými věcmi, dopravními prostředky, zvířaty…) je důležitá hlavně proto, abychom předešli problémům s agresivitou.
Plemeno není vhodné pro celoroční pobyt venku, protože srst špatně kryje proti chladu. V létě a na jaře je možné, aby byla venku, ale v zimě by prochladla. Musí mít zateplenou boudu s hřející podestýlkou (sláma, deka).
Pohyb nevyžaduje, ale dokáže se vám přizpůsobit a chodit i na delší túry. Ale proto, že toto plemeno trpí potížemi s klouby (hlavně osteoartrózou a dysplazií kyčelního kloubu) je nutné podávat doplňky stravy s vitamíny pro dobrý stav kloubů. Nevhodný pohyb je běh u kola nebo horská túra, kde se klouby moc namáhají.